# Schillingstedt

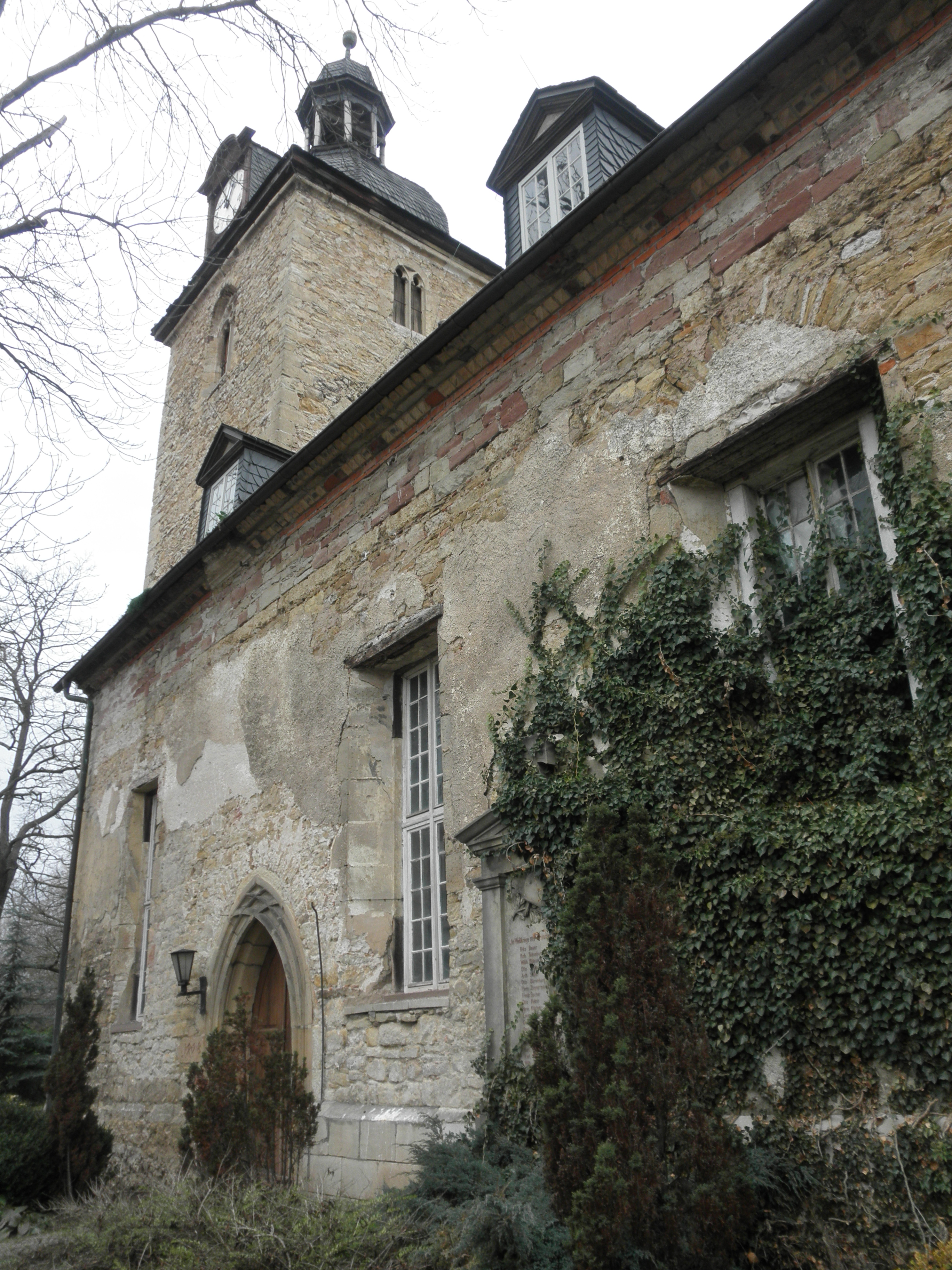
Kirche St. Andreas in Schillingstedt

Schillingstedt ist ein Ortsteil der Stadt Sömmerda im thüringischen Landkreis Sömmerda.

## Lage
Schillingstedt liegt in dem fruchtbaren Thüringer Becken an der Bundesstraße 85 von Weimar nach Bad Frankenhausen und weiter. Östlich befindet sich Beichlingen. Die Bundesautobahn 71 tangiert die westliche Flur des Dorfes.

## Geschichte
Das Dorf wurde am 19. April 1227 erstmals urkundlich erwähnt als Silgenstat.
Von 1498 bis 1554 fand der  Bau der Kirche Sankt Andreas statt.
1840 wurde der Bau der  Schillingstedter Bockwindmühle abgeschlossen. Nach dem Weltkrieg 1918 folgte an der Kirche der Bau des Kriegerdenkmals für die 18 im Ersten Weltkrieg gefallenen und zwei vermissten Soldaten aus dem Ort. Im Zweiten Weltkrieg verlor Schillingstedt 25 Soldaten. Am 11. April 1945 zog die US-Armee kampflos in das Dorf ein und übergab es Anfang Juli an die Rote Armee. Damit wurde es Teil der SBZ und ab 1949 der DDR. In den 1950er Jahren erfolgte die Zwangskollektivierung der Landwirtschaft.
Am 6. Juli 2018 wurde die Gemeinde Schillingstedt in die Stadt Sömmerda eingegliedert.

### Einwohnerentwicklung
Entwicklung der Einwohnerzahl:
| - 1994 – 292 - 1995 – 278 - 1996 – 273 - 1997 – 279 - 1998 – 298 - 1999 – 293 | - 2000 – 289 - 2001 – 286 - 2002 – 290 - 2003 – 291 - 2004 – 286 - 2005 – 278 | - 2006 – 279 - 2007 – 271 - 2008 – 259 - 2009 – 253 - 2010 – 240 - 2011 – 230 | - 2012 – 223 - 2013 – 227 - 2014 – 224 - 2015 – 226 - 2016 – 227 - 2022 – 225 |

 Datenquelle 1994 bis 2016: Thüringer Landesamt für Statistik

## Politik

### Bürgermeister/Ortsteilbürgermeister
- seit 2024: Olaf Dittmann[4]
- 2010–2024: Uli Zöller
- 1990–2010: Rudi Becker
- 1982–1990: Christine Rothhardt
- 1959–1982: Hermann Wernecke
- 1951–1959: Rudolf Grassal
- 1949–1951: Paul Bergmann
- 1939–1949: Kurt Lorenz
- 1923–1939: Hermann Mäntz
- 1892–1923: Otto Rohe
- 1880–1892: Hermann Herold
- 1874–1880: Longinus Löhmar
- 1848–1874: Lebrecht Bergmann
- 1830–1848: Luscas Weise
- 1815–1830: Gotthald Eichholz

### Ortspartnerschaft
Eine Partnerschaft besteht zu Schillingstadt, einem Ortsteil der Gemeinde Ahorn in Baden-Württemberg.

## Vereinsleben
In Schillingstedt gibt es folgende Vereine:
- Singgemeinschaft Schillingstedt
- Faschingsverein Schillingstedt
- Freiwillige Feuerwehr Schillingstedt
- Traktorfreunde Schillingstedt e. V.

## Umgebung
Schillingstedter Teiche: Als "Ersatz" für durch den Autobahnbau A 71  versiegelte Flächen wurden fünf neue Teiche und eine Schilffläche neben dem Bach in Nachbarschaft zum Ort angelegt.